# Nemanja Miljanović
Nemanja Miljanovic (Teslic, 4 d'agost de 1971) és un exfutbolista iugoslau. Als cinc anys es va traslladar a Suècia, per la qual cosa també té la nacionalitat sueca.

## Trajectòria
Es va formar a les categories inferiors de l'IF Elfsborg, debutant el 1990 al primer equip. El 1996, després de dotze anys a l'entitat, fitxa per l'Hèrcules CF d'Alacant, dins del mercat d'hivern de la temporada 96/97, amb el conjunt valencià en primera divisió. Va ser una de les peces clau dels blanc-i-blaus durant la segona meitat de la lliga, amb 22 partits i 2 gols. Però, l'Hèrcules no va mantindre la categoria i va baixar a Segona.
La temporada 97/98, a la categoria d'argent, va iniciar la campanya sent un fix per a l'entrenador herculà Quique Hernández, però va deixar de comptar quan arribà David Vidal a la banqueta herculana. A l'hivern d'eixa temporada, marxa a la UD Salamanca, de Primera, tot i que amb prou feines juga amb els castellans.
El Salamanca el va revendre a l'Hèrcules la temporada 98/99, l'any que els alacantins caigueren a la Segona Divisió B, mentre Miljanovic només va aparèixer en vuit ocasions. La mala situació econòmica del club van possibilitar la seua sortida, per retornar al seu club d'inici, l'Elfsborg, on es va retirar el 2000.
Posteriorment, ha seguit vinculat al món del futbol com a entrenador, tasca que va encetar el 2008 dirigint el FK Proleter Teslić, de la segona divisió sèrbia, i com a integrant dels veterans de l'Hèrcules.